# 常超淼
常超淼（1957年10月24日—1979年2月20日），湖南常德人。中华人民解放军人物。

## 生平
1977年，参加中国人民解放军。次年3月加入中国共青团，任广西边防部队某部通讯连报话员。1979年2月，在中越战争中，负责攻克朔江天险，负伤后仍坚持战斗。20日7时左右，左腿、右腹同时中弹，昏迷过去。阵亡后追认为中共党员，中央军委授予“英雄报话员”称号。